# Аршакян, Анаит Леваевна
Анаит Леваевна Аршакян (17 декабря 1992 года) — российская дзюдоистка, призёр чемпионата России, мастер спорта России.

## Спортивные результаты
- Всероссийская школьная спартакиада 2007 года — ;
- Первенство России по дзюдо среди кадетов 2007 года — ;
- Этап Кубка Европы по дзюдо среди кадетов 2008 года — ;
- Первенство России по дзюдо среди молодёжи 2014 года — ;
- Этап Кубка Европы по дзюдо 2014 года, Оренбург — ;
- Чемпионат России по дзюдо 2014 года — ;